# Christophe Brault
 (juillet 2016).
Si vous disposez d'ouvrages ou d'articles de référence ou si vous connaissez des sites web de qualité traitant du thème abordé ici, merci de compléter l'article en donnant les références utiles à sa vérifiabilité et en les liant à la section « Notes et références ».
Christophe Brault, né en 1963 au Mans, est un acteur français.

## Biographie
Il fait ses études secondaires au lycée Marguerite de Navarre à Alençon ; il participe alors aux activités du club théâtre, jouant notamment le rôle de « Topaze » en 1979. Après le baccalauréat, il est admis au Conservatoire national supérieur d'art dramatique.
Après sa formation, il rencontre Robert Cantarella avec qui il a un compagnonnage d’une dizaine de spectacles. Il joue, entre autres, Maxime dans Le Renard du nord de Noëlle Renaude (Théâtre Ouvert, 1993), le rôle-titre dans Hamlet de Shakespeare (Théâtre de Gennevilliers, 1997) et le caissier dans Du matin à minuit de Georg Kaiser (Théâtre de la Colline, 2000).
Cette alternance entre le répertoire classique et les textes contemporains font de lui un « acteur caméléon ». On le remarque autant dans le rôle de Iago dans Othello de Shakespeare (mise en scène Gilles Bouillon, CDRT de Tours, 2007), que dans le Matamore de L'Illusion comique de Pierre Corneille (mise en scène Frédéric Fisbach, Festival d'Avignon, 2004), Lucky dans En attendant Godot de Samuel Beckett (mise en scène Bernard Sobel, Gennevilliers, 2002), et un des jeunes fiancés dans Violences de Didier-Georges Gabily (mise en scène Stanislas Nordey, Théâtre national de Bretagne, la Colline, 2001).
C’est sa capacité à emprunter une multiplicité de voix et de registres qui amène Noëlle Renaude à écrire pour lui et avec lui, Ma Solange, comment t’écrire mon désastre, Alex Roux, texte polyphonique par excellence. Les origines de cette œuvre sont singulières dans le théâtre français. Chaque épisode de la pièce-feuilleton de 350 pages, résulte d’un dialogue créatif entre l’écrivain et le comédien, où le texte de Renaude se plie à la musicalité de la voix du comédien, tout autant que l’acteur s’accommode au texte. Auteur et acteur collaborent pendant quatre ans (1994-1997), élaborant ainsi un « monologue théâtral », qui contient plus de deux mille personnages, auxquels Brault a pour charge de donner vie sur le plateau. Il poursuit son étroite collaboration avec Renaude pour Par les routes (mise en scène Frédéric Maragnani, Théâtre Ouvert, 2006).
Frédéric Fisbach reconnaît également la nature protéiforme de Brault, lui confiant le travail de « vociférateur » dans Les Paravents de Jean Genet (Brest, la Colline, 2002) où, avec Valérie Blanchon, ils donnent à entendre les voix d’une soixantaine de personnages joués par des marionnettes.
Plus récemment, le comédien prête son talent aux textes classiques, interprétant Cléante dans Tartuffe de Molière (mise en scène Stéphane Braunschweig, Théâtre national de Strasbourg, 2008), Kroll dans Rosmersholm d’Henrik Ibsen (mise en scène Braunschweig, la Colline, 2009) et le rôle-titre dans Cyrano de Bergerac d'Edmond Rostand (mise en scène Gilles Bouillon, CDRT de Tours, 2010).
Christophe Brault a également participé au documentaire Entrée des Artistes (2007) de Laurence Serfaty et Philippe Baron consacré au métier de comédien de théâtre, aux côtés de Jacques Gamblin et de François Morel.
Depuis 2018, il est l'unique interprète du Marathon de l'Autofictif, une lecture intégrale à épisodes du journal d'Éric Chevillard à la Maison de la Poésie, à Paris.

## Théâtre
- 1987 : Les Deux Frères d’André Gunthert, mise en scène Jean-Pierre Vincent, Théâtre Ouvert
- 1987 : Le Roi Lear de William Shakespeare, mise en scène Jacques Kraemer
- 1988 : Le Cid de Corneille, mise en scène Gérard Desarthe, MC 93 Bobigny
- 1988 : La Vraie Vie de Tom Stoppard, mise en scène Andréas Voutsinás, Théâtre Montparnasse
- 1990 : La Cerisaie d’Anton Tchekhov, mise en scène Pierre Meyrand, CDN Limoges, La Limousine
- 1990 : La Maison d’os de Roland Dubillard, mise en scène Éric Vigner, Festival d'Automne, Grande Arche de la Défense
- 1992 : Le Siège de Numance de Miguel de Cervantes, mise en scène Robert Cantarella, Festival d’Avignon, Théâtre du Rond-Point
- 1993 : Terres promises de Roland Fichet, mise en scène Robert Cantarella, Théâtre national de Bretagne
- 1993 : Récits de naissance, mise en scène Robert Cantarella, La Passerelle Saint-Brieuc, Festival d'Avignon
- 1993 : Ma Solange, comment t’écrire mon désastre – Alex Roux de Noëlle Renaude, Festival d'Avignon
- 1993 : Le Renard du nord de Noëlle Renaude, mise en scène Robert Cantarella, Théâtre Ouvert, Théâtre 13
- 1994 : Tchekhov acte III, mise en scène A. Kaliaguine et A. Vertinskaïa, Théâtre Nanterre-Amandiers
- 1995 : Pelléas et Mélisande de Maurice Maeterlinck, mise en scène François Kergourlay, Théâtre d'Anthony
- 1995 : Sa maison d’été de Jane Bowles, mise en scène Robert Cantarella, La Coursive, Théâtre national de la Colline, Théâtre Daniel Sorano Toulouse, Théâtre du Port de la lune
- 1998 : Samedi dimanche et lundi d'Eduardo De Filippo, mise en scène Robert Cantarella, Théâtre du Gymnase, Théâtre de Nice
- 1998 : Hamlet de William Shakespeare, mise en scène Robert Cantarella, Théâtre de Gennevilliers
- 1999 : Dom Juan de Molière, mise en scène Jacques Kraemer, Théâtre de Chartres, Théâtre de l'Est parisien
- 2000 : Du matin à minuit de Georg Kaiser, mise en scène Robert Cantarella, La Coursive, Théâtre national de la Colline, Nouveau théâtre d'Angers
- 2001 : Violence de Didier-Georges Gabily, mise en scène Stanislas Nordey, Théâtre national de la Colline, Théâtre national de Bretagne
- 2002 : Les Paravents de Jean Genet, mise en scène Frédéric Fisbach, Le Quartz, Théâtre national de la Colline
- 2002 : En attendant Godot de Samuel Beckett, mise en scène Bernard Sobel, Théâtre de Gennevilliers
- 2004 : L'Illusion comique de Corneille, mise en scène Frédéric Fisbach, Festival d'Avignon, Odéon-Théâtre de l'Europe, tournée
- 2005 : L'Illusion comique de Corneille, Théâtre national de Strasbourg, Studio-Théâtre Vitry-sur-Seine, tournée
- 2005 : Le Cas Blanche-Neige d'Howard Barker, mise en scène Frédéric Maragnani, Théâtre de Suresnes, TNBA, Odéon-Théâtre de l'Europe Ateliers Berthier
- 2006 : Par les routes de Noëlle Renaude, mise en scène Frédéric Maragnani, Théâtre Ouvert, tournée
- 2006 : La Maison brûlée, pièce de chambre opus 2 d’August Strindberg, mise en scène Aurélia Guillet, Théâtre national de Strasbourg
- 2007 : United Limits of Coût de la main-d’œuvre de Jean-Claude Massera, mise en scène Myriam Marzouki, Maison de la Poésie
- 2007 : Les Paravents de Jean Genet, mise en scène Frédéric Fisbach, Festival d'Avignon
- 2007 : Othello de William Shakespeare, mise en scène Gilles Bouillon, CDR Tours, Théâtre de la Tempête, tournée
- 2008 : Tartuffe de Molière, mise en scène Stéphane Braunschweig, Théâtre national de Strasbourg, Odéon-Théâtre de l'Europe, Théâtre du Nord, tournée
- 2009 : Rosmersholm d’Henrik Ibsen, mise en scène Stéphane Braunschweig, Théâtre national de la Colline
- 2010 : Cyrano de Bergerac d’Edmond Rostand, mise en scène Gilles Bouillon, CDR Tours, Théâtre de la Tempête, tournée
- 2011 : Dans la solitude des champs de coton de Bernard-Marie Koltès, mise en scène Nabile El Azan, Ouagadougou, Burkina Faso, Festival Mantsina, Brazzaville, Congo
- 2012 : Six personnages en quête d'auteur de Luigi Pirandello, mise en scène de Stéphane Braunschweig, Théâtre national de la Colline, Festival d'Avignon, Comédie de Valence
- 2013 : Dénommé Gospodin de Philipp Löhle, mise en scène de Benoît Lambert, Théâtre Dijon-Bourgogne, Théâtre Vidy-Lausanne, Théâtre national de la Colline
- 2013 : Le Début de quelque chose d'Hugues Jallon, mise en scène de Myriam Marzouki, Festival d'Avignon
- 2025 : Pour un oui ou pour un non de Nathalie Sarraute, mise en scène Sylvain Maurice, théâtre du Lucernaire

## Filmographie

### Cinéma
- 1990 : Lacenaire de Francis Girod
- 1990 : L'Autrichienne de Pierre Granier-Deferre
- 1992 : Toutes peines confondues de Michel Deville
- 2005 : Le Couperet de Costa-Gavras
- 2008 : La Fabrique des sentiments de Jean-Marc Moutout
- 2014 : Terre battue de Stéphane Demoustier

### Télévision
- 1989 : Les Nuits révolutionnaires de Charles Brabant
- 1989 : Maria Vandamme de Jacques Ertaud
- 1999 : L'Occasionnelle de Diane Bertrand
- 2000-2001 : Madame le Proviseur de Sébastien Grall
- 2003 : La Vie érotique de la grenouille de Bertrand Arthuys
- 2003 : Qu'elle était belle la quarantaine ! d’Alexis Lecaye
- 2004 : Julie Lescaut, épisode 5 saison 13, Sans pardon de Luc Goldenberg : Adjoint
- 2005 : Sauveur Giordano d’Hervé Renoh
- 2005 : Au bout du quai de Pierre Lary
- 2006 : Avez-vous déjà vu ..? : diverses voix
- 2008 : La Traque de Laurent Jaoui
- 2009 : Cet été-là d’Élisabeth Rappeneau
- 2011 : Changer la vie de Serge Moati